# Sowjetisches bemanntes Mondprogramm
Das sowjetische bemannte Mondprogramm war der vergebliche Versuch der sowjetischen Raumfahrt, den USA beim Wettlauf zum Mond zuvorzukommen.
Nach den erfolgreichen Raumsonden-Programmen Lunik ab 1959 und Luna ab 1963, sollte ein Kosmonaut als erster Mensch auf dem Mond landen. Das sowjetische Mondprogramm war bis in die Glasnost-Zeit streng geheim. Details darüber wurden erst nach 1990 bekannt.

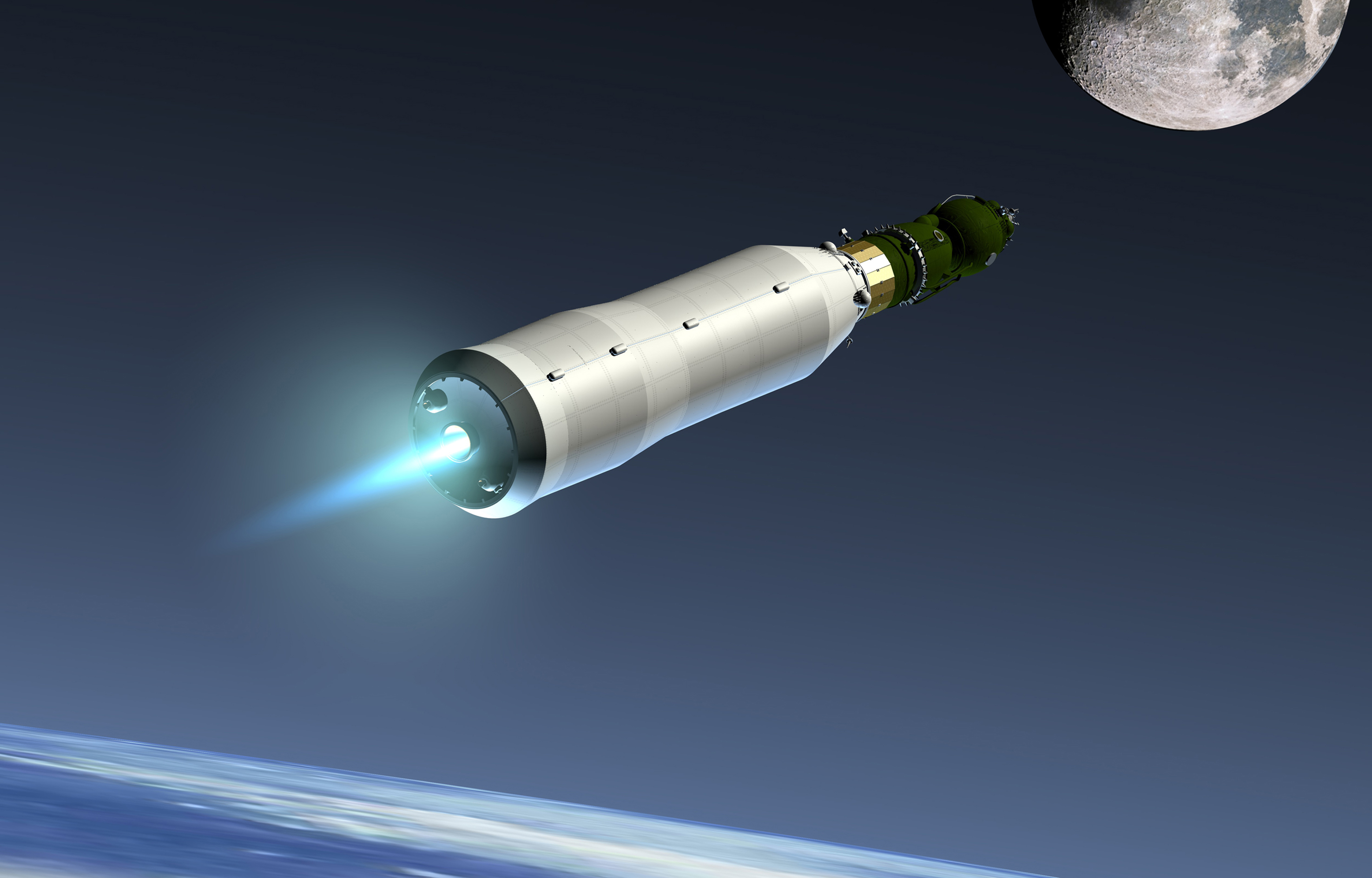
Darstellung des kompletten Mondraumschiffs beim Beschleunigen in die Mondbahn

## Aufspaltung in zwei Projekte
Am 1. August 1964 wurde durch Erlass 655-268 des Ministerrates das sowjetische bemannte Mondprogramm in zwei Projekte gespalten:
- mit der Bezeichnung LK-1 (UR-500/LK-1) bzw. später L-1 (UR-500/L1 oder auch Zond) lief im Raumfahrtkonzern OKB-52 des Konstrukteurs Wladimir Nikolajewitsch Tschelomei ein Umfliegungsprogramm.
- Der Konzern OKB-1 von Sergei Pawlowitsch Koroljow erhielt mit seinem Projekt N1-L3 den Zuschlag für die Mondlandung.

Mit Wirkung vom 25. Dezember 1965 wurde das Projekt UR-500/LK-1 in das Projekt UR-500/L1 überführt und ging damit in Koroljows OKB-1 über. Trotzdem blieb das Programm weiterhin in zwei weitgehend unabhängige Projekte unterteilt, die nur wenig voneinander profitierten. Gemeinsam verwendet wurden letztlich nur der Block D, weitgehend verschiedene Versionen der Kommandokapsel des Sojus-Raumschiffs und des Rettungssystems SAS. Das ursprünglich geplante, aber nie fertiggestellte Raumschiff LK-1 stellte sogar eine völlig unabhängige Entwicklung von Tschelomeis OKB-52 dar.

## Mondvorbeiflug UR-500/L1

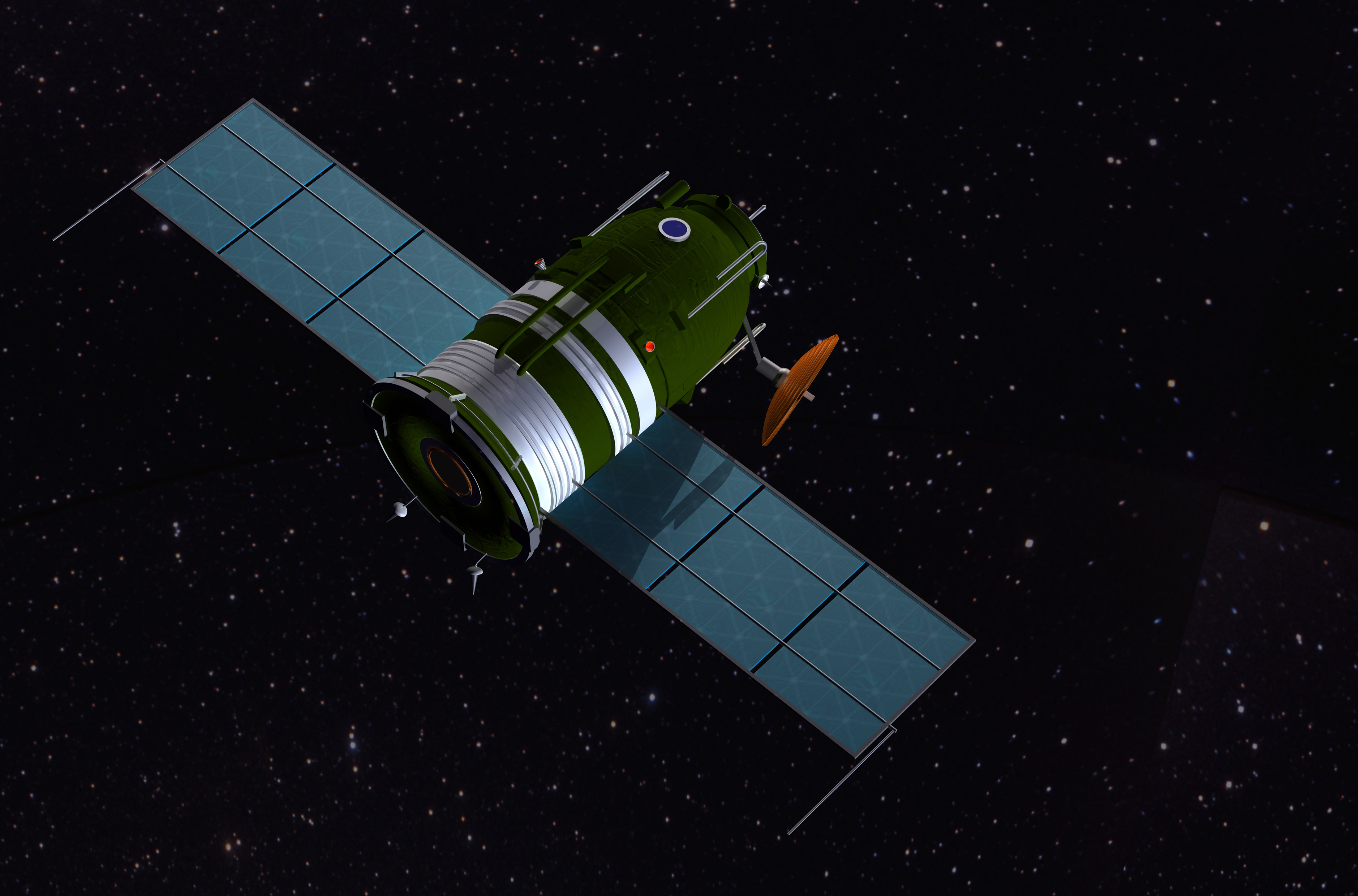
Darstellung des L1-Raumschiffs

Für die bemannten Vorbeiflüge am Mond sollte wegen der beschränkten Nutzlastkapazität der Trägerrakete Proton (UR-500K) eine spezielle zweisitzige Version des Sojus-Raumschiffes ohne Orbitalsektion mit der Bezeichnung 7K-L1 eingesetzt werden. Wegen des geringen Treibstoffvorrates dieser Kombination war es nicht möglich, in den Mondorbit einzuschwenken. Das Raumschiff sollte daher nur einen Vorbeiflug ausführen und dann zur Erde zurückkehren.
Von 1968 bis 1970 wurden unter den Bezeichnungen Zond 4 bis Zond 8 unbemannte Testflüge unternommen. Teilweise wurden Tiere mitgeführt, um zu sehen, wie sie auf die Schwerelosigkeit reagieren. Von diesen Flügen liefen nur Zond 7 und Zond 8 planmäßig ab, andere waren nur teilweise erfolgreich oder erwiesen sich als totale Fehlschläge. Die Kombination UR-500/L1 wies mit den beiden Flügen von Zond 7 und Zond 8 ihre technische Qualifikation nach, allerdings mit drei Jahren Verspätung und erst nach den Mondlandungen der NASA ab 1969.
Insgesamt waren drei bemannte Flüge geplant, die ursprünglich von August bis Oktober 1967 stattfinden sollten. Das Programm geriet aber wegen enormer technischer Mängel an der Proton und auch am Raumschiff in einen dreijährigen Zeitverzug. Wie im sowjetischen Raumfahrtprogramm üblich, wurden zwar Kosmonautengruppen ausgebildet, jedoch keine feste Zuordnung von Raumfahrern und bestimmten Flügen vorgenommen. Nachdem die NASA mit Apollo 8 bereits im Dezember 1968 den Mond mehrfach umrundet hatte und mit Apollo 11 auf dem Mond gelandet war, wurden die bemannten Flüge abgesagt.

## Mondlandungsprogramm N1-L3
In der Sowjetunion fiel die Entscheidung zu einer bemannten Mondlandung erst 1964. Das gesamte Projekt litt unter zu geringer Finanzierung und wurde durch die widerstrebenden Interessen der beteiligten und teilweise um Mittel konkurrierenden OKBs behindert. Unter dem Zeitdruck des Wettlaufes mit der NASA überforderte das Projekt einer bemannten Mondlandung nicht nur die technologischen Möglichkeiten der sowjetischen Raumfahrtindustrie, sondern reichte auch über die ökonomische Leistungsfähigkeit der gesamten sowjetischen Industrie hinaus. Zur gleichen Zeit liefen die umfangreichen Rüstungsprogramme zur breiten Ausstattung der strategischen Raketentruppen mit Interkontinentalraketen und zur Schaffung der strategischen U-Boot-Flotte. Daneben befand sich die sowjetischen Luft- und Raumfahrtindustrie mit der Entwicklung der Tupolew Tu-144 als Konkurrenzentwurf zur französisch-britischen Concorde zeitgleich im mit hoher Priorität betriebenen Wettlauf um das erste einsatzfähige Überschallpassagierflugzeug, wodurch insbesondere bei Zulieferfirmen für die Mondprojekte wichtige Kapazitäten und Ressourcen gebunden wurden. So entwickelte das OKB Kusnezows neben den Triebwerken Kusnezow NK-15 bzw. Kusnezow NK-33/NK-43 für die Trägerrakete N1 zeitgleich auch die Triebwerke NK-144 für die Tu-144.

### Technik

#### Trägerrakete N1
Für eine bemannte Mission waren die 5 t Nutzlast der bisher im bemannten Programm eingesetzten R-7 bei weitem nicht ausreichend. Mit der Großrakete N1 sollten 95 t für den niedrigen Erdorbit (LEO) erreicht werden, knapp 30 % weniger als die 133 t der amerikanischen Mondrakete Saturn V leistete. Trotzdem strebte man einen technisch weitgehend parallelen Ablauf der Missionen unter Nutzung eines Einzelstarts und des auch für Apollo gewählten Mondumlaufbahn-Rendezvous (LOR) an. Für alle Teilprojekte bedeutete die geringe Nutzlast einen enormen Druck zur Massereduktion. Das wirkte sich gravierend auf die Redundanz und die generelle Zuverlässigkeit der Teilsysteme aus. Reserven, die zusätzliche Masse erforderten, wie sie beispielsweise bei der Mission Apollo 13 für die erfolgreiche Rettung der Besatzung genutzt werden konnten, wären bei einer bemannten Nutzung der N1 faktisch nicht vorhanden gewesen.
Als eines der schwierigsten Probleme erwies sich nun, dass in der Sowjetunion nach den frühen Erfolgen in der Raumfahrt, welche unter Nutzung der immer weiter verbesserten R-7 erreicht wurden, die Entwicklung ausreichend schubstarker Triebwerke vernachlässigt worden war. Dagegen konnte die NASA bereits Anfang der 1960er Jahre auf Triebwerke mit einem breiten Leistungsspektrum (F-1, J-2) zurückgreifen, welche für die Saturn V bereits verfügbar waren oder sich in der Erprobung befanden. Zu dem Triebwerksproblem der N1 trug insbesondere auch der unversöhnliche Streit zwischen Koroljow und dem Triebwerkskonstrukteur Walentin Gluschko über den grundlegenden Entwurf (Einkammer- gegen Vierkammertriebwerk) und die zu verwendende Treibstoffkombination (RP-1/LOX und LH2/LOX gegenüber der von Gluschko favorisierten toxischen Kombination UDMH/Distickstofftetroxid) bei. Von den nunmehr noch durch eine Entscheidung Koroljows für die N1 vorgesehenen Triebwerke Kusnezow NK-15 mit je 1,44 MN Schub (für Starts ab 1974 waren verbesserte Triebwerke NK-33 mit 1,51 MN Schub vorgesehen) mussten daher in der ersten Stufe dreißig dieser NK-15 parallel eingesetzt werden. Dies machte die Montage und Tests komplizierter, bedingte eine komplexe Steuerung und Treibstoffversorgung und verursachte bisher unbekannte dynamische Probleme in der Struktur der Stufe und der Aerodynamik von Abgas- und Luftströmung. Daneben standen weder genügend Zeit noch ausreichende materielle Ressourcen für den Bau eines Prüfstands zur gründlichen Bodenerprobung der hochkomplexen ersten Stufe zur Verfügung. Man entschied sich notgedrungen, die Erprobung "im Flug" vorzunehmen. Nach vier Fehlstarts im Zeitraum 1969 bis 1972 wurden im Jahre 1974 das Entwicklungsprogramm der N1 und das darauf basierende bemannte Mondlandungsprojekt endgültig eingestellt.

#### Der Mondflugkomplex L3

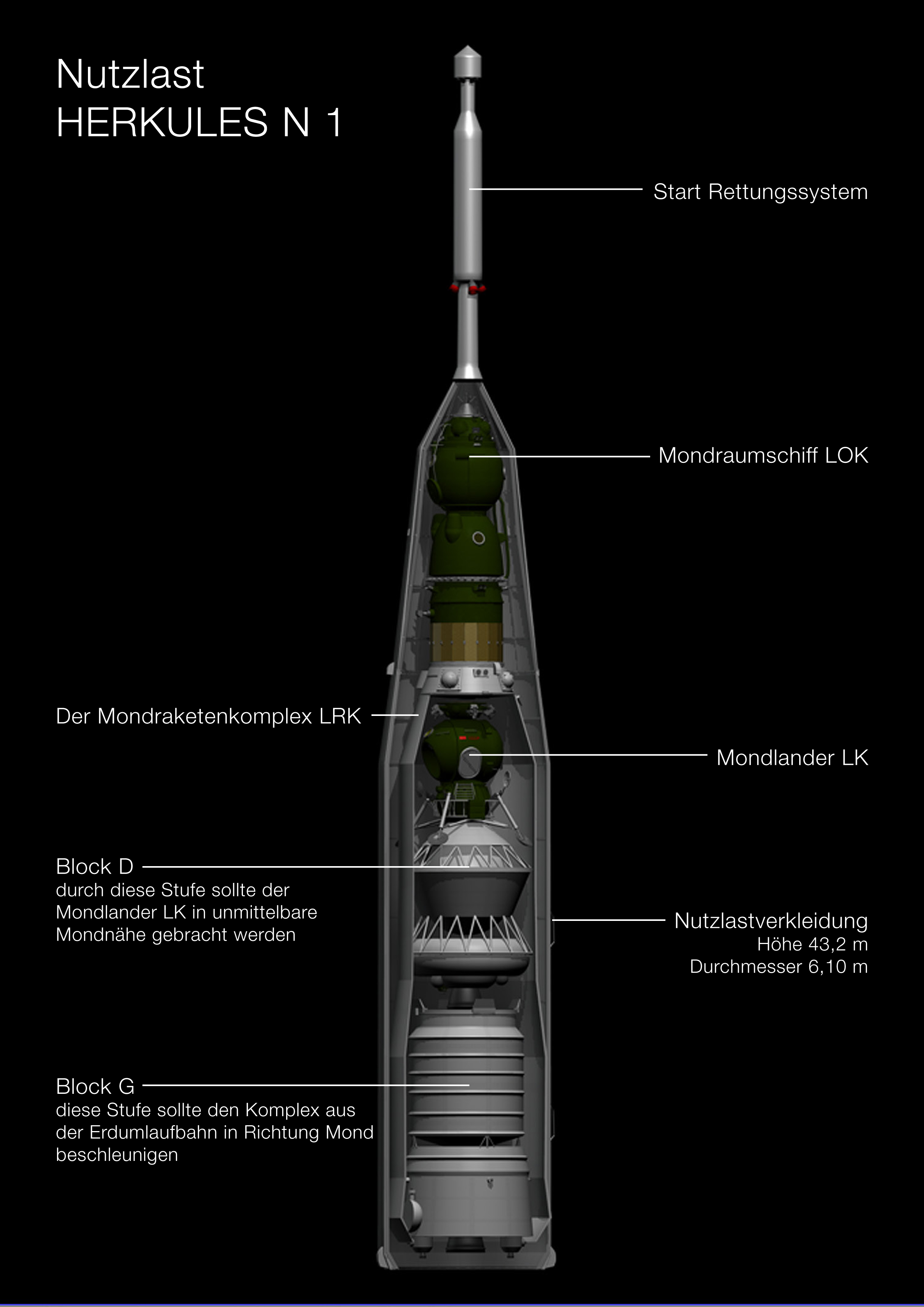
Mondkomplex L3 in Nutzlasthülle mit Rettungssystem SAS

Die ersten drei Stufen der Trägerrakete sollten den Mondflugkomplex L3 in einen LEO bringen. Nach Erreichen des LEO sollte die zweiköpfige Besatzung den Weg zum Mond mit einem Komplex aus zwei Raumfahrzeugen und zwei Antriebsstufen antreten. Zum Erreichen der Transferbahn zum Mond hätte der Block G gedient. Für alle Bahnkorrekturen bis zum Mond, dem Einschwenken in den lunaren Orbit und den ersten Teil des Abstiegs des Landers LK sollte der Block-D genutzt werden. Als Mutterschiff war mit der Version 7K-LOK eine stark modifizierte Variante aus der Sojus-Familie vorgesehen.

##### Block-G

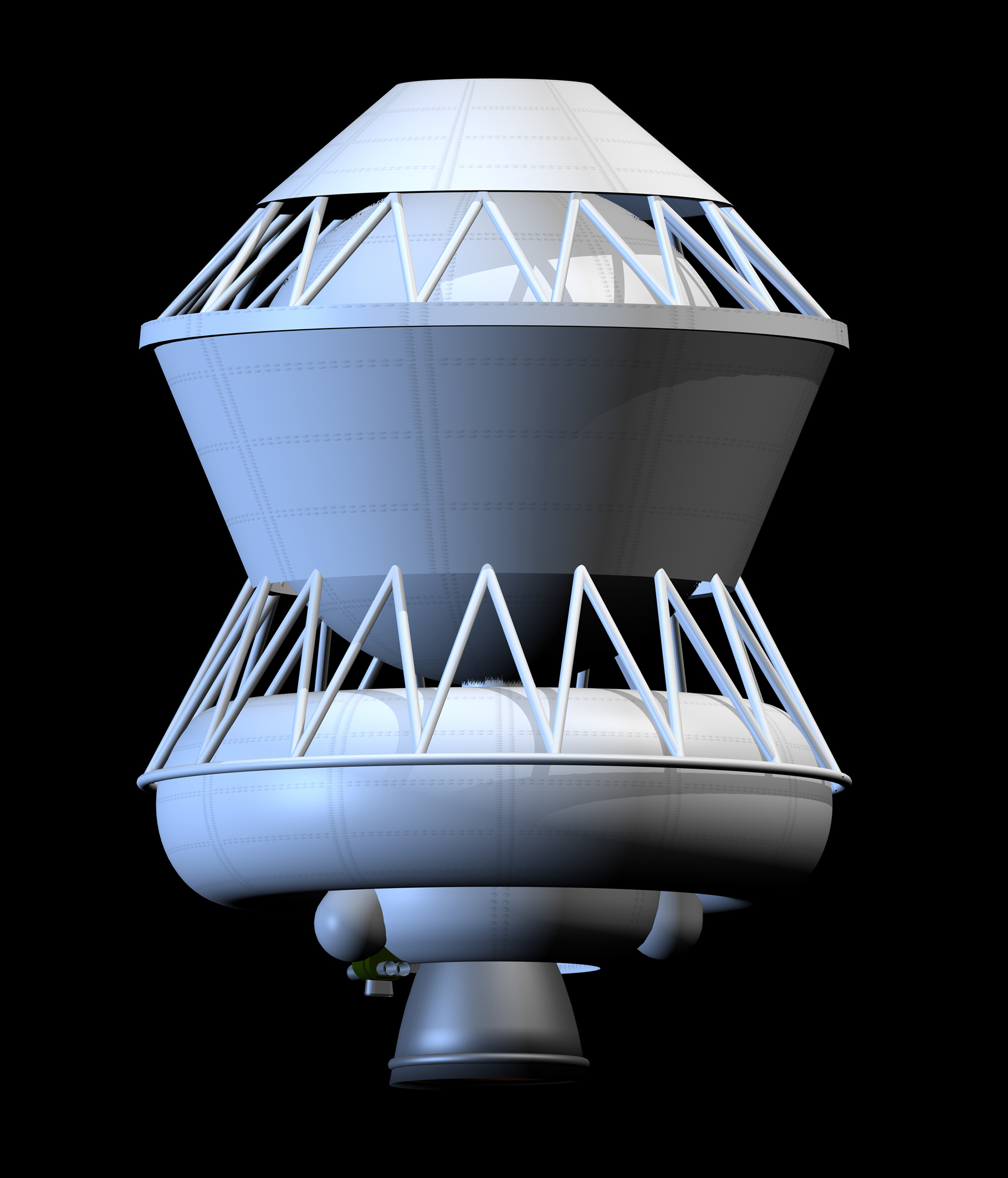
Block-D

Um den gesamten Mondflugkomplex auf die Transferbahn zum Mond zu bringen, fand der Block-G Verwendung. Seine Startmasse betrug 62 t. Als Antrieb diente ein Triebwerk Kusnezow NK-19 mit 446 kN Vakuumschub, das die Treibstoffkombination RP-1/LOX nutzte.

##### Blok-D
Blok-D wurde vom OKB-1 für die Mondflugprojekte der Sowjetunion entwickelt. Diese Stufe war mit einem Haupttriebwerk vom Typ RD-58 ausgestattet, das bei Nutzung der Treibstoffkombination RP-1/LOX einen Vakuumschub von 84 kN erzeugte. Bei einer Leermasse von 1.800 kg besaß Blok-D eine Startmasse von 17,3 bis 17,8 t. Neben dem ursprünglich geplanten Einsatz im Mondlandeprogramm N1-L3 fand der Blok-D auch Verwendung im Mondumrundungsprojekt Zond und steht bis heute (Stand Januar 2022) in modernisierter Form als Oberstufe der Trägerraketen Proton, Zenit-3 und Angara-5 im Einsatz.

##### Raumschiff 7K-LOK

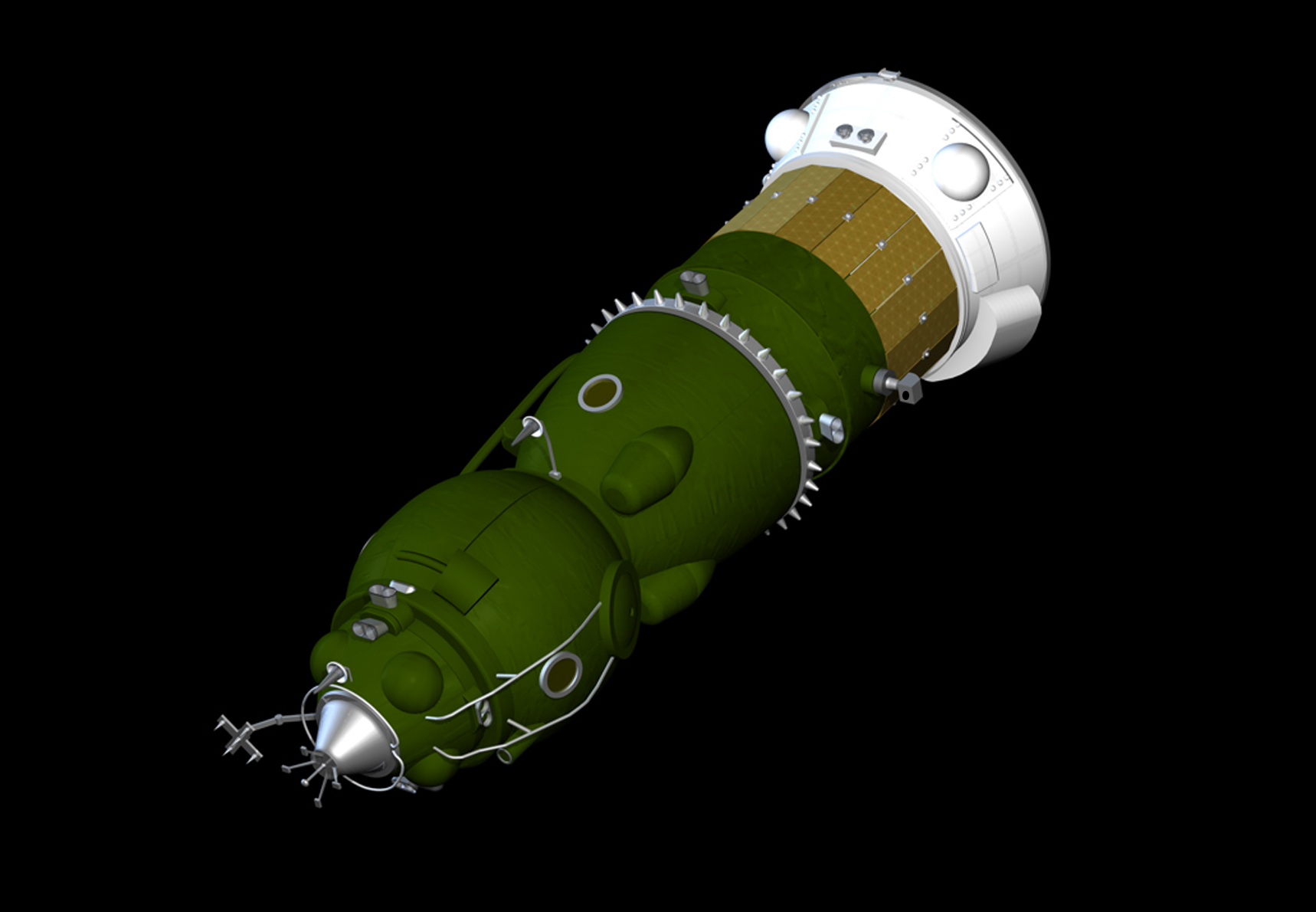
Darstellung des LOK-Raumschiffs

Das LOK (Lunnyi Orbitalnyi Korabl ‚Mondorbitalraumschiff‘) war eine Weiterentwicklung des Sojus-Raumschiffs und sollte als Mutterschiff für die Mission dienen. Es wies den bei der Sojus-Familie üblichen dreiteiligen modularen Aufbau auf:
- die Orbitalsektion, die am Bug neben dem Kopplungsadapter Kontakt vier zusätzliche Lagereglungs- und Korrekturtriebwerke für das Kopplungsmanöver mit dem Lander LK besaß;
- die Landekapsel, die auf Grund der höheren Wiedereintrittsgeschwindigkeit mit einem stärkeren und daher schwereren Hitzeschild versehen wurde;
- die im Vergleich mit der üblichen Sojus größere Gerätesektion mit Triebwerken, Tanks und Brennstoffzellen.

Die Energieversorgung sollte wie bei den Apollo-Raumschiffen durch Brennstoffzellen und nicht wie sonst üblich mit Solarauslegern bzw. erweiterten Akkumulatoren an Bord erfolgen. Die Brennstoffzellen sollten gleichzeitig Wasser für die Kosmonauten und Geräte liefern. Im Mutterschiff war der Platz für zwei Kosmonauten mit Raumanzügen vorgesehen. Bei einem Gesamtgewicht von ca. 10 t war das LOK um ca. 50 % schwerer als die Standardausführungen der Sojus-Raumschiffe.

##### Landefähre LK

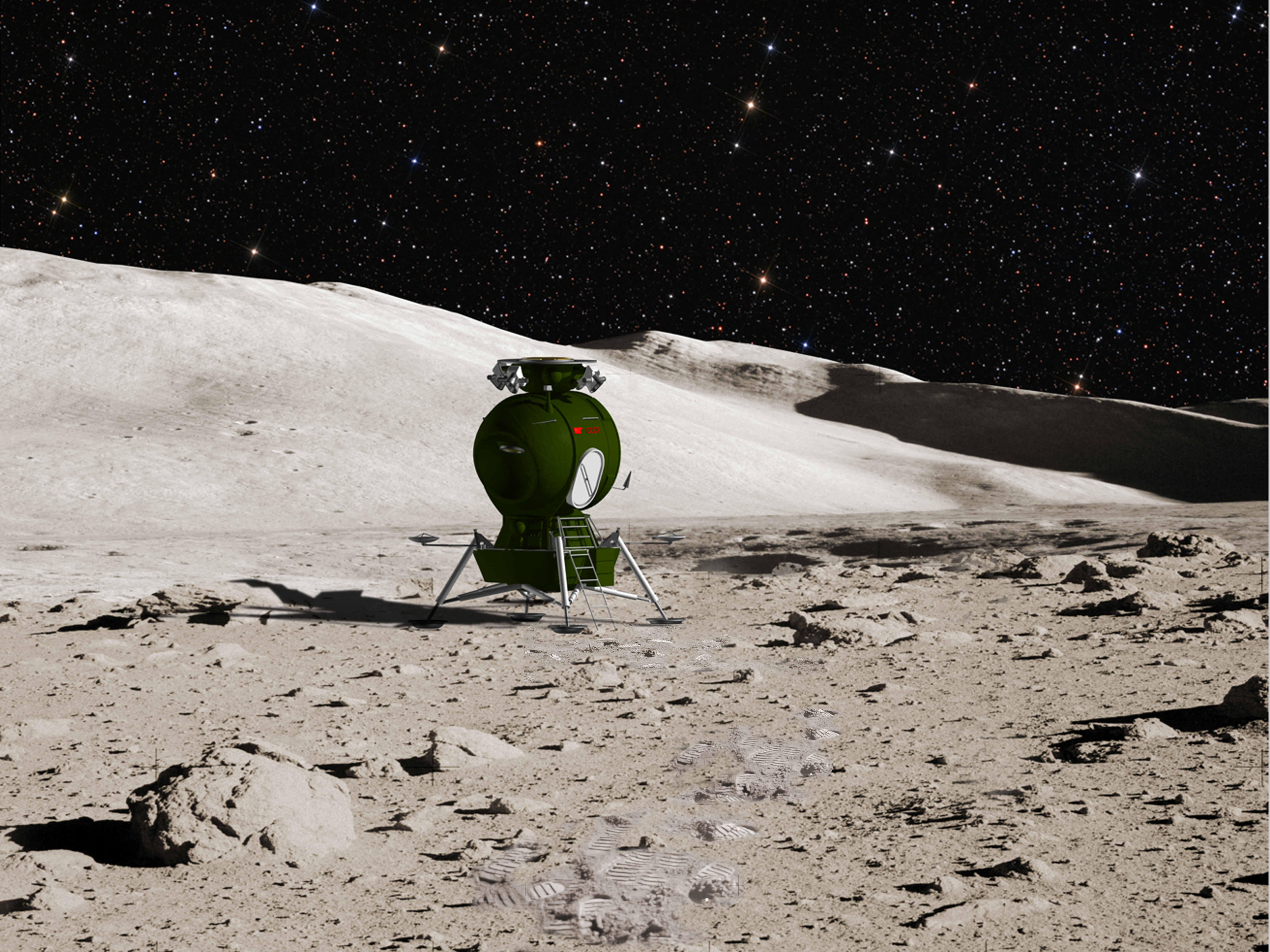
Fiktive Darstellung des Mondlanders LK auf dem Mond

Der sowjetischen Mondlander Lunniy Korabl („Mondschiff“, LK) war 5,20 m hoch und bestand aus einer 1440 kg schweren kugelförmigen Kabine, einem 2950 kg schweren Triebwerksblock (Block E) und einem 1260 kg schweren Landegestell. Er wog damit gerade ein Drittel seines amerikanischen Gegenstücks und bot nur einem Kosmonauten Platz. Der Abstieg zur Mondoberfläche aus dem Mondorbit sollte im ersten Teil mit dem Antriebsblock D erfolgen, der ca. 1 km über dem Mond abgeworfen worden wäre. Das restliche Landemanöver sollte dann mit dem regelbaren, internen Triebwerk des Blocks E vollzogen werden. Im Gegensatz zur Apollo-Mondlandefähre wäre beim Rückstart vom Mond nur das Landegestell zurückgeblieben, während das Triebwerk nun auch zum Rückstart genutzt werden sollte. Der Lander besaß als Reserve ein weiteres nichtregelbares Triebwerk gleichen Maximalschubs, da bei der Landung das Risiko der Beschädigung des Haupttriebwerkes bestand. 
Der Mondlander wurde, getarnt als Satellit der Kosmos-Serie, drei Mal unbemannt im Erdorbit getestet: Kosmos 379 im November 1970, Kosmos 398 im Februar 1971 und Kosmos 434 im August 1971. Die Starts erfolgten mit einer speziell für diesen Zweck angepassten Version Sojus-L aus der Raketenfamilie R-7. Alle drei Tests verliefen erfolgreich, somit erreichte neben dem Blok-D nur die Landefähre die Einsatzreife, flog aber nie zum Mond.
Ein Nachbau der Landefähre befindet sich im Euro Disney bei Paris.

##### Raumanzug Krechet

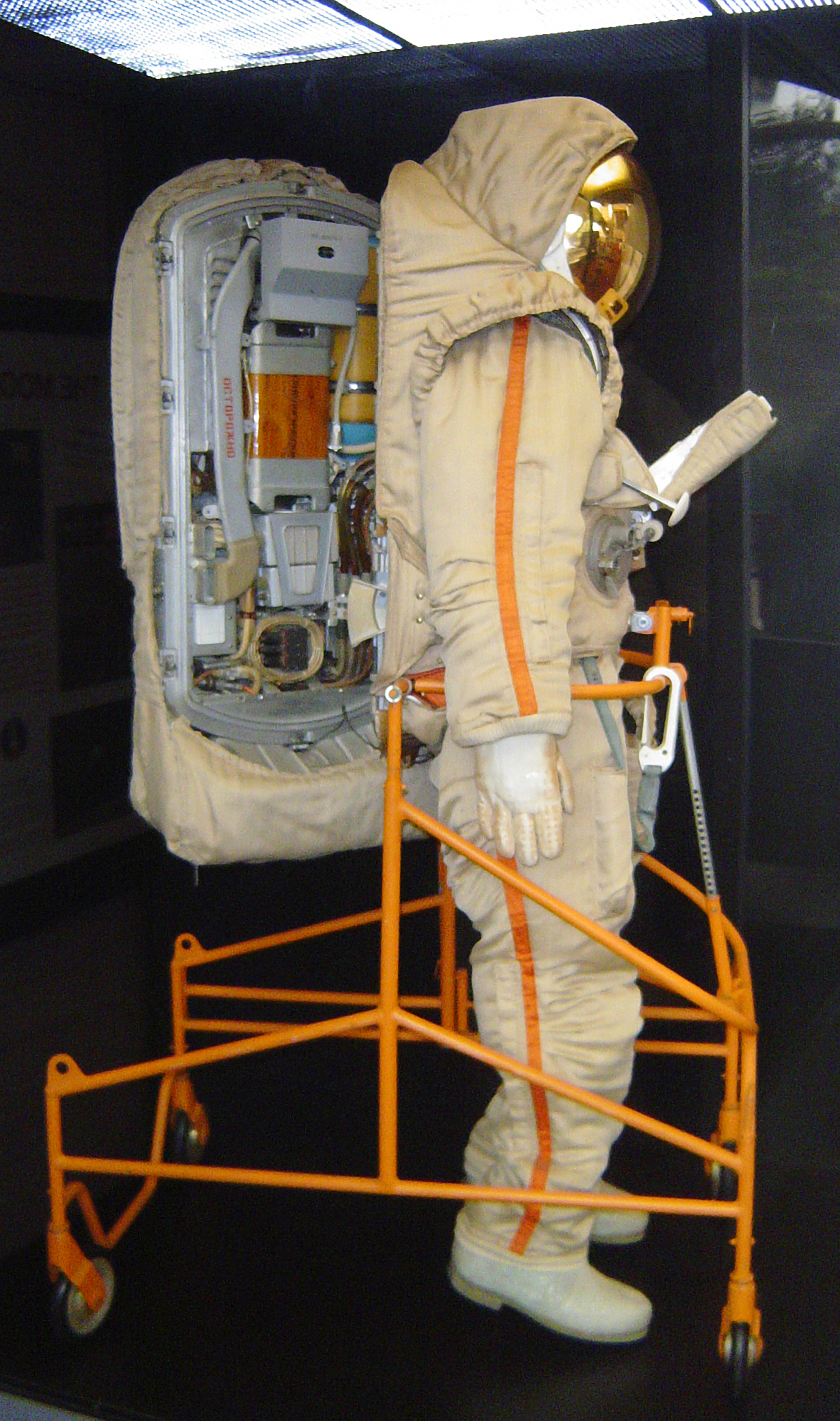
Raumanzug Krechet für das sowjetische Mondprogramm

Für die Mondmission wurde durch NPP Swesda der Raumanzug Krechet entwickelt, der den Kosmonauten für den Aufenthalt auf dem Mond dienen sollte. Im Unterschied zum amerikanischen Modell A7L war der Einstieg von hinten vorgesehen. Dazu konnte die Lebenserhaltungseinheit zur Seite geschwenkt werden. Funktionsbedingt bestanden jedoch weitgehende Ähnlichkeiten in wichtigen technischen Daten. So betrug das Gewicht des Kretchet mit rund 80 kg nur 10 kg weniger als beim amerikanischen Gegenstück AL7. Ähnlich wie beim amerikanischen Modell wurde die maximal abzuführende Wärme mit 580 Watt dimensioniert. Die Arbeiten am Raumanzug wurden nach dem Ende des Mondprogramms nicht eingestellt, sondern der erreichte Stand floss in die Entwicklung des heute noch genutzten Anzugs Orlan ein. 
Ein bereits fertiggestelltes Modell ist im National Air and Space Museum in Washington, D.C. (USA) ausgestellt.

### Geplanter Missionsverlauf
Nach dem Start sollten das Raumschiff LOK und die Fähre LK zusammen mit den speziellen Antriebsblöcken G und D (Block D wird bis heute in der Proton-Rakete eingesetzt) zum Mond fliegen und dort in einen Orbit einschwenken. Der Landekosmonaut wäre durch ein Außenbordmanöver in das LK gewechselt und hätte es zusammen mit dem Block D abgekoppelt, der den Großteil der für die Landung benötigten Bremsverzögerung aufgebracht hätte. 4 km über der Mondoberfläche sollte der Block D abgeworfen werden und die Mondfähre hätte mit ihrem eigenen Antriebssystem (Block E) weiter bis zum Aufsetzen abgebremst.
Nach einem Aufenthalt von 24 Stunden und einem Mondspaziergang von sechs Stunden wäre das LK mit dem eigenen Antriebssystem in einen niedrigen Mondorbit gestartet und hätte dort mit dem Orbitalschiff gekoppelt werden sollen. Nach dem Umstieg des Landekosmonauten sollte es zum Absturz gebracht werden und das LOK anschließend mit beiden Kosmonauten zur Erde zurückkehren.

## Vorbereitungen der Besatzungen und Auslauf des Programmes
Einige Kandidaten, darunter auch Alexei Leonow, Pawel Popowitsch und Waleri Bykowski, wurden ausgewählt, um für die Mondflüge zu trainieren. Zwar erreichte mit dem erfolgreichen Flug von Zond 8 das Projekt des Mondvorbeifluges im Herbst 1970 die Einsatzreife, jedoch wurden nach den ab Dezember 1968 erfolgreichen Apollomissionen alle bemannten Flüge gestrichen. Damit endete das Projekt UR-500/L1 im Jahre 1970 ohne einen erfolgreichen Abschluss auf Weisung der politischen Führung trotz der nun vorhandenen technischen Möglichkeiten.
Zum Zeitpunkt der erfolgreichen Mission von Apollo 11 im Juli 1969 war wegen der Schwierigkeiten mit der Trägerrakete N1 eine sowjetische Landung frühestens ab 1972 (und damit vier Jahre später als ursprünglich von Koroljow geplant) zu erwarten. Nunmehr konzentrierte sich die UdSSR ab Januar 1970 zunehmend auf die Entwicklung der Saljut-Raumstationen, um zumindest auf diesem Gebiet den Amerikanern, deren Skylab-Programm bereits bekannt war, zuvorzukommen. Trotzdem trainierten bis zum Oktober 1973 noch Kosmonauten für die Mondlandung. Dabei wollte man die Amerikaner nachträglich durch eine geplante Mondstation überflügeln. Dieses Projekt wurde nach der Ablösung Wassili Mischins durch Walentin Gluschko und der Umwandlung des damaligen ZKBEM (ehemals OKB-1) in die Organisation NPO Energia im Jahre 1974 endgültig eingestellt. Zu diesem Zeitpunkt war die erste sowjetische bemannte Mondlandung für Mitte bis Ende 1975 vorgesehen.
Im Gegensatz zum bemannten Mondprogramm war die unbemannte Erforschung des Mondes durch die Sowjetunion recht erfolgreich. Mit Luna 9 gelang im Februar 1966 die erste weiche Landung auf dem Mond, mit Lunochod 1 wurde im November 1970 das erste Mondfahrzeug eingesetzt. Luna 16 war im September 1970 die erste unbemannte Mission, die Mondgestein zur Erde brachte, allerdings war dies nach der bemannten Mondlandung der USA im Juli 1969.

## Galerie

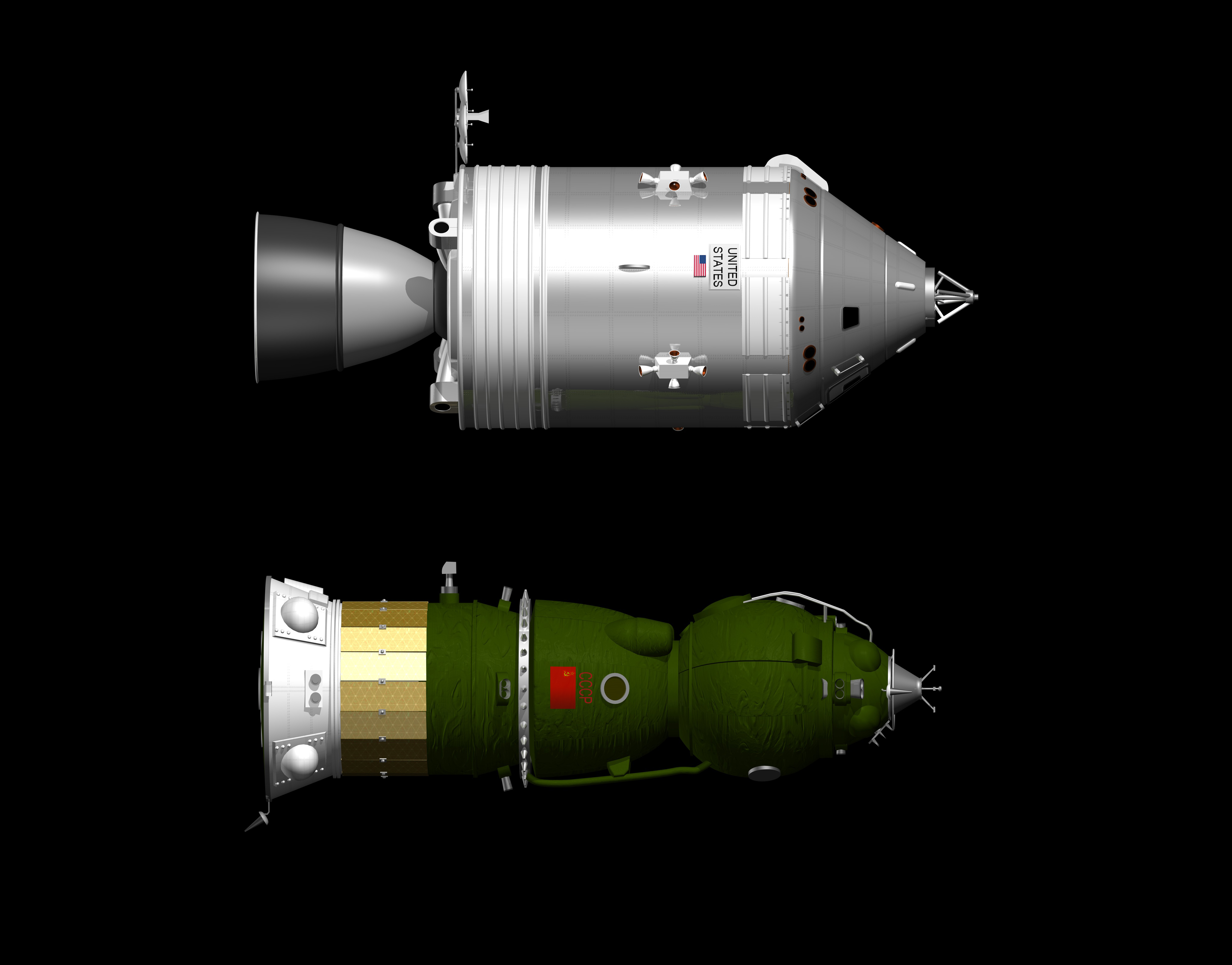
Größenvergleich des amerikanischen und des sowjetischen Mondraumschiffes
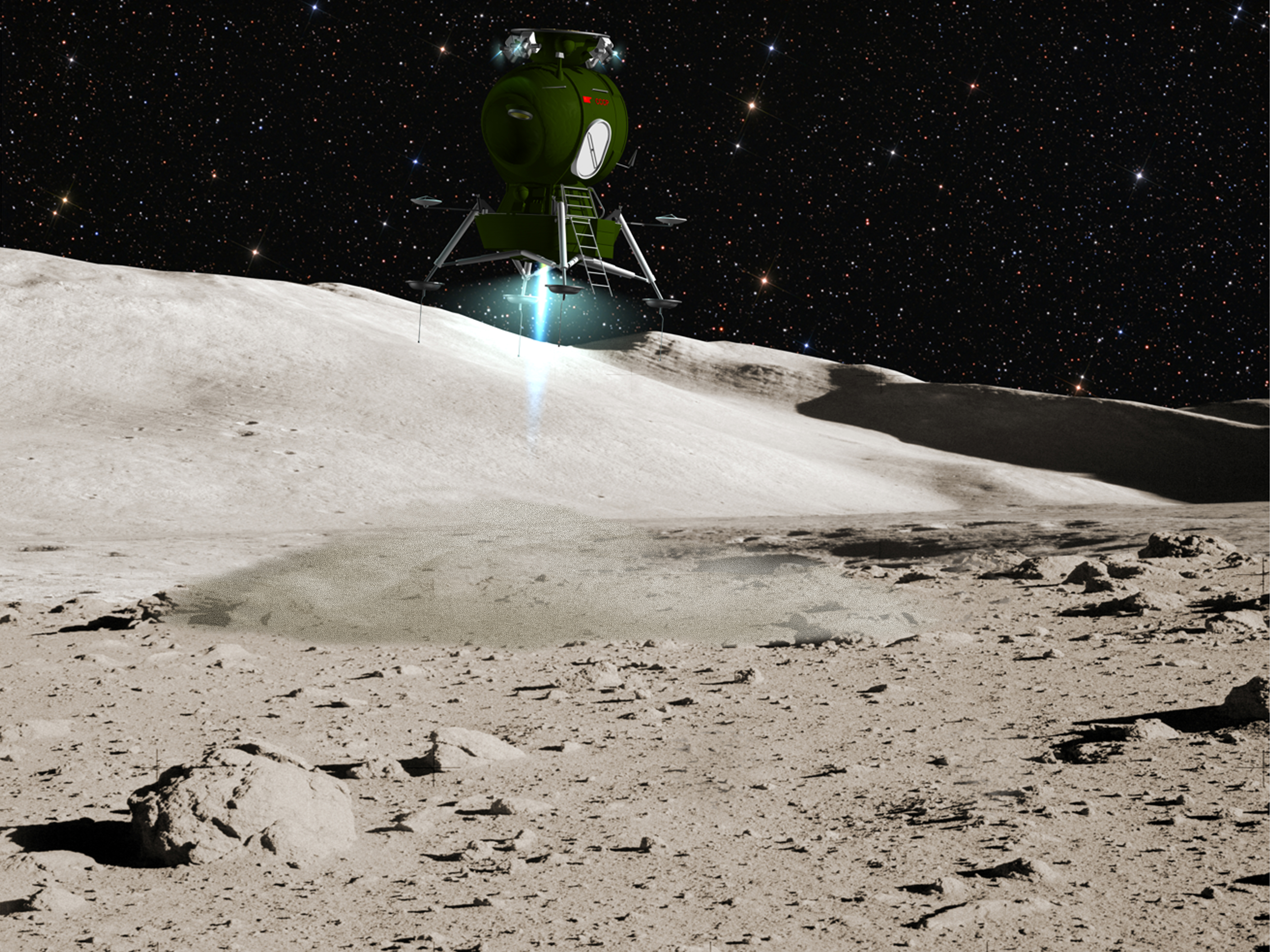
Landung des Mondlanders LK
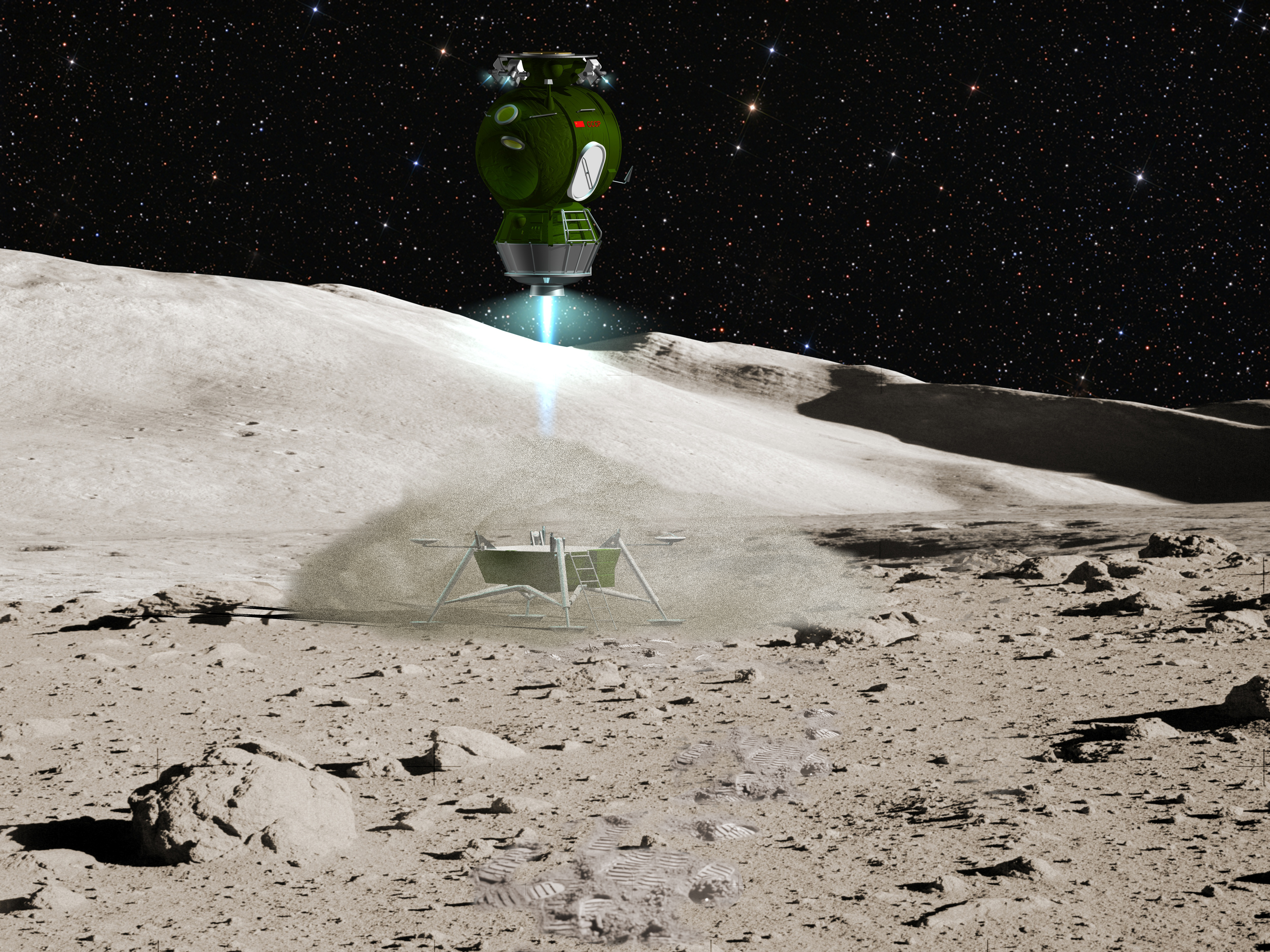
Fiktiver Rückstart der sowjetischen LK-Landefähre
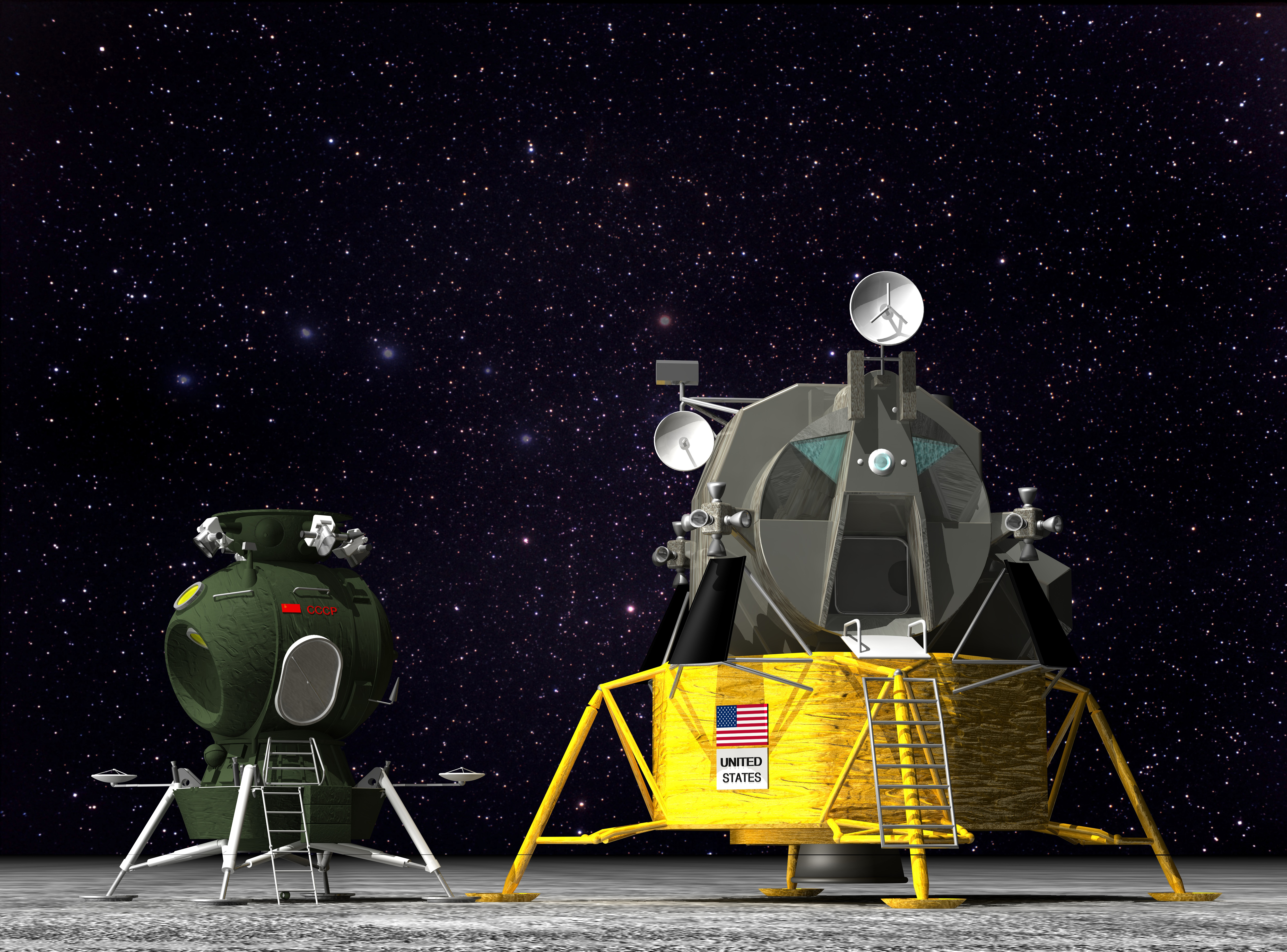
Größenvergleich der sowjetischen und der amerikanischen Landefähre

## Nachfolgeprogramm
Seit den 2000er Jahren bereitet Russland ein Nachfolgeprogramm vor. Anfangs war eine Zusammenarbeit mit der ESA geplant; 2009 entschied Russland sich dann zu einer Fortsetzung des Projekts in Eigenregie und begann mit der Entwicklung eines geeigneten Raumschiffs, sie erfolgt aktuell unter der Bezeichnung Orel im RKK Energija. Dabei werden Mondlandungen und langfristig – in den 2030er Jahren – auch die Errichtung einer Mondbasis angestrebt.